# Захарія Каллієргі
Захарія Каллієргі (грец. Ζαχαρίας Καλλιέργης) — грецький ренесансний гуманіст.

## Біографія
Захарія Каллієргі народився в місті Ретімнон на Криті. За його власним твердженням, він походив із старовинного візантійського роду й був нащадком Георгія Каллієргіса, що уславився своєю участю в війні Кьоджі на боці Венеції. У віці приблизно двадцяти років він вирушив до Венеції, де спільно з Миколою Властосом та Анною Нотарою заснував першу грецьку друкарню. 8 липня 1499 року він опублікував Etymologicum Magnum, візантійську енциклопедію, створену в XII столітті.
На початку 1501 року він переселився до Падуї, де займався переписуванням грецьких манускриптів. 1509 року вин повернувся до Венеції, де відновив свою видавничу діяльність. Фінансові труднощі у Венеції та перспектива отримання заступництва папи Римського змусила Захарію вирушити до Риму, де в той час ще не було грецької друкарні. За підтримки банкіра Агостіно Кіджі Каллієргі вдалося заснувати грецьку друкарню в Римі. 13 серпня 1515 року в його друкарні вийшов збірник гімнів Піндара. Потім з'явилися інші видання, виконані на високому рівні, останнім з яких став греко-латинський словник Варіне Фаворіно, що вийшов у травні 1523 року. Пізніше Каллієргі знову присвятив себе копіювання манускриптів, останній відомий з яких датований жовтнем 1524 року (MS. Vat. Ottoboni gr. 89). Серед власних праць Каллієргі є праці з граматики та катехизм у восьми частинах під назвою «Erotemata».
Захарія Каллієргі також заснував «Gymnasium Caballini Montis», навчальний заклад, в якому викладали такі вихідці з Криту, як Маркос Мусурос і Іван Ласкаріс.